# Aphorisma
Aphorisma là một chi bướm đêm thuộc họ Erebidae.